# Тюрпель, Давид
Давид Тюрпель (люкс. David Turpel; 19 октября 1992, Люксембург) — люксембургский футболист, нападающий клуба «Ф91 Дюделанж» и сборной Люксембурга.

## Биография

### Клубная карьера
Дебютировал в чемпионате Люксембурга в 2010 году в составе клуба «Этцелла». По итогам сезона 2010/2011 «Этцелла» вылетела во вторую лигу, однако игрок остался в команде и в следующем сезоне вернулся с ней в высшую лигу, где провёл ещё два года. Летом 2014 года подписал контракт с одним из самых успешных клубов Люксембурга «Ф91 Дюделанж». В сезоне 2018/2019 «Дюделанж» первым из люксембургских клубов добился выхода в групповой этап Лиги Европы, при этом сам Тюрпель сыграл важную роль в этом успехе, приняв участие во всех 6 матчах отборочного турнира, в которых забил 4 гола.

### Карьера в сборной
14 ноября 2012 года дебютировал за сборную Люксембурга в товарищеском матче со сборной Шотландии, в котором вышел на замену на 71-й минуте вместо Жиля Беттмерa.

## Достижения

### Командные
«Ф91 Дюделанж»
- Чемпион Люксембурга (3): 2015/16, 2016/17, 2017/18
- Обладатель Кубка Люксембурга (2): 2015/2016, 2016/2017

### Личные
- Лучший бомбардир чемпионата Люксембурга (1): 2017/18 (33 гола)
- Футболист года в Люксембурге: 2016, 2018